# Lista di asteroidi (762001-763000)
Di seguito una lista di asteroidi dal numero 762001  al 763000 con data di scoperta e scopritore.

## 762001–762100
| Nome   | Designazione provvisoria | Data di scoperta  | Scopritore             |
| ------ | ------------------------ | ----------------- | ---------------------- |
| 762001 | 2010 UP115               | 17 ottobre 2010   | Mount Lemmon Survey    |
| 762002 | 2010 UA116               | 30 ottobre 2010   | Mount Lemmon Survey    |
| 762003 | 2010 UW119               | 28 agosto 2014    | Pan-STARRS             |
| 762004 | 2010 UL120               | 19 ottobre 2010   | Mount Lemmon Survey    |
| 762005 | 2010 UJ122               | 31 ottobre 2010   | Spacewatch             |
| 762006 | 2010 UF124               | 17 ottobre 2010   | Mount Lemmon Survey    |
| 762007 | 2010 UD126               | 30 ottobre 2010   | Mount Lemmon Survey    |
| 762008 | 2010 UA132               | 28 ottobre 2010   | Mount Lemmon Survey    |
| 762009 | 2010 VK3                 | 1 novembre 2010   | Mount Lemmon Survey    |
| 762010 | 2010 VP3                 | 1 novembre 2010   | Mount Lemmon Survey    |
| 762011 | 2010 VE4                 | 2 ottobre 2010    | Mount Lemmon Survey    |
| 762012 | 2010 VH6                 | 1 novembre 2010   | Mount Lemmon Survey    |
| 762013 | 2010 VW7                 | 1 novembre 2010   | Mount Lemmon Survey    |
| 762014 | 2010 VO23                | 12 ottobre 2010   | Mount Lemmon Survey    |
| 762015 | 2010 VC45                | 1 novembre 2010   | Mount Lemmon Survey    |
| 762016 | 2010 VR45                | 1 novembre 2010   | Z. Kuli                |
| 762017 | 2010 VZ51                | 26 settembre 2005 | Spacewatch             |
| 762018 | 2010 VG52                | 3 novembre 2010   | Mount Lemmon Survey    |
| 762019 | 2010 VS52                | 2 giugno 2013     | Mount Lemmon Survey    |
| 762020 | 2010 VA53                | 3 novembre 2010   | Mount Lemmon Survey    |
| 762021 | 2010 VS56                | 3 novembre 2010   | Mount Lemmon Survey    |
| 762022 | 2010 VZ56                | 3 novembre 2010   | Mount Lemmon Survey    |
| 762023 | 2010 VN60                | 4 novembre 2010   | Mount Lemmon Survey    |
| 762024 | 2010 VV64                | 12 ottobre 2010   | Mount Lemmon Survey    |
| 762025 | 2010 VB66                | 1 novembre 2010   | Mount Lemmon Survey    |
| 762026 | 2010 VD66                | 1 novembre 2010   | Mount Lemmon Survey    |
| 762027 | 2010 VP70                | 9 ottobre 2010    | Spacewatch             |
| 762028 | 2010 VF80                | 3 novembre 2010   | Mount Lemmon Survey    |
| 762029 | 2010 VV85                | 12 novembre 2005  | Spacewatch             |
| 762030 | 2010 VV92                | 31 ottobre 2010   | Mount Lemmon Survey    |
| 762031 | 2010 VO94                | 7 novembre 2010   | Mount Lemmon Survey    |
| 762032 | 2010 VE96                | 8 novembre 2010   | Mount Lemmon Survey    |
| 762033 | 2010 VA101               | 5 novembre 2010   | Spacewatch             |
| 762034 | 2010 VC102               | 12 settembre 2005 | Spacewatch             |
| 762035 | 2010 VT105               | 11 settembre 2010 | Mount Lemmon Survey    |
| 762036 | 2010 VQ106               | 5 novembre 2010   | Mount Lemmon Survey    |
| 762037 | 2010 VE120               | 8 novembre 2010   | Spacewatch             |
| 762038 | 2010 VL123               | 29 ottobre 2010   | Mount Lemmon Survey    |
| 762039 | 2010 VS123               | 29 ottobre 2010   | Mount Lemmon Survey    |
| 762040 | 2010 VU129               | 17 ottobre 2010   | Mount Lemmon Survey    |
| 762041 | 2010 VF136               | 10 novembre 2010  | Spacewatch             |
| 762042 | 2010 VO141               | 17 ottobre 2010   | Mount Lemmon Survey    |
| 762043 | 2010 VP142               | 6 novembre 2010   | Mount Lemmon Survey    |
| 762044 | 2010 VQ145               | 6 novembre 2010   | Mount Lemmon Survey    |
| 762045 | 2010 VY149               | 6 novembre 2010   | Mount Lemmon Survey    |
| 762046 | 2010 VE150               | 6 novembre 2010   | Mount Lemmon Survey    |
| 762047 | 2010 VY150               | 6 novembre 2010   | Mount Lemmon Survey    |
| 762048 | 2010 VR156               | 30 settembre 2003 | Spacewatch             |
| 762049 | 2010 VL158               | 8 novembre 2010   | P. Forshay, M. Micheli |
| 762050 | 2010 VH161               | 29 ottobre 2010   | Spacewatch             |
| 762051 | 2010 VL161               | 10 novembre 2010  | Spacewatch             |
| 762052 | 2010 VV163               | 10 novembre 2010  | Spacewatch             |
| 762053 | 2010 VM168               | 10 novembre 2010  | Spacewatch             |
| 762054 | 2010 VN178               | 11 novembre 2010  | Mount Lemmon Survey    |
| 762055 | 2010 VJ186               | 30 ottobre 2010   | Mount Lemmon Survey    |
| 762056 | 2010 VQ186               | 9 ottobre 2010    | Mount Lemmon Survey    |
| 762057 | 2010 VT186               | 9 ottobre 2010    | Mount Lemmon Survey    |
| 762058 | 2010 VJ187               | 13 novembre 2010  | Mount Lemmon Survey    |
| 762059 | 2010 VT187               | 13 novembre 2010  | Mount Lemmon Survey    |
| 762060 | 2010 VY189               | 14 ottobre 2010   | Mount Lemmon Survey    |
| 762061 | 2010 VA190               | 1 novembre 2010   | Spacewatch             |
| 762062 | 2010 VJ190               | 13 novembre 2010  | Mount Lemmon Survey    |
| 762063 | 2010 VW191               | 16 agosto 2006    | SSS                    |
| 762064 | 2010 VN215               | 2 novembre 2010   | PTF                    |
| 762065 | 2010 VU226               | 2 novembre 2010   | Mount Lemmon Survey    |
| 762066 | 2010 VC227               | 16 novembre 2006  | Spacewatch             |
| 762067 | 2010 VN227               | 10 novembre 2010  | Mount Lemmon Survey    |
| 762068 | 2010 VX227               | 14 novembre 2010  | Spacewatch             |
| 762069 | 2010 VF232               | 19 gennaio 2012   | Pan-STARRS             |
| 762070 | 2010 VQ232               | 18 febbraio 2015  | Pan-STARRS             |
| 762071 | 2010 VV232               | 3 novembre 2014   | Mount Lemmon Survey    |
| 762072 | 2010 VW232               | 6 novembre 2010   | Mount Lemmon Survey    |
| 762073 | 2010 VO234               | 2 novembre 2010   | Mount Lemmon Survey    |
| 762074 | 2010 VX234               | 10 novembre 2010  | Mount Lemmon Survey    |
| 762075 | 2010 VR235               | 17 aprile 2013    | Pan-STARRS             |
| 762076 | 2010 VT235               | 11 novembre 2010  | Mount Lemmon Survey    |
| 762077 | 2010 VY235               | 5 novembre 2010   | Mount Lemmon Survey    |
| 762078 | 2010 VB236               | 31 dicembre 2015  | Pan-STARRS             |
| 762079 | 2010 VL236               | 8 novembre 2010   | Mount Lemmon Survey    |
| 762080 | 2010 VV238               | 20 agosto 2014    | Pan-STARRS             |
| 762081 | 2010 VX238               | 31 maggio 2014    | Pan-STARRS             |
| 762082 | 2010 VJ239               | 10 gennaio 2016   | Pan-STARRS             |
| 762083 | 2010 VQ239               | 11 novembre 2010  | Mount Lemmon Survey    |
| 762084 | 2010 VE240               | 24 febbraio 2017  | Pan-STARRS             |
| 762085 | 2010 VO240               | 6 giugno 2018     | Pan-STARRS             |
| 762086 | 2010 VQ240               | 29 giugno 2014    | Pan-STARRS             |
| 762087 | 2010 VB241               | 10 novembre 2010  | Mount Lemmon Survey    |
| 762088 | 2010 VC241               | 23 agosto 2014    | Pan-STARRS             |
| 762089 | 2010 VD241               | 30 ottobre 2017   | Pan-STARRS             |
| 762090 | 2010 VH241               | 1 novembre 2010   | Spacewatch             |
| 762091 | 2010 VE242               | 12 novembre 2010  | Mount Lemmon Survey    |
| 762092 | 2010 VC243               | 1 settembre 2013  | Mount Lemmon Survey    |
| 762093 | 2010 VY243               | 23 dicembre 2016  | Pan-STARRS             |
| 762094 | 2010 VM244               | 2 novembre 2010   | Mount Lemmon Survey    |
| 762095 | 2010 VY244               | 12 novembre 2010  | Mount Lemmon Survey    |
| 762096 | 2010 VK246               | 10 novembre 2010  | Mount Lemmon Survey    |
| 762097 | 2010 VL246               | 4 febbraio 2017   | Pan-STARRS             |
| 762098 | 2010 VV247               | 6 novembre 2010   | R. Holmes              |
| 762099 | 2010 VD248               | 9 dicembre 2015   | Pan-STARRS             |
| 762100 | 2010 VK248               | 31 agosto 2014    | Pan-STARRS             |

## 762101–762200
| Nome   | Designazione provvisoria | Data di scoperta  | Scopritore                |
| ------ | ------------------------ | ----------------- | ------------------------- |
| 762101 | 2010 VO248               | 4 gennaio 2016    | Pan-STARRS                |
| 762102 | 2010 VQ248               | 2 novembre 2010   | Spacewatch                |
| 762103 | 2010 VB249               | 10 novembre 2010  | Mount Lemmon Survey       |
| 762104 | 2010 VV249               | 14 novembre 2010  | Spacewatch                |
| 762105 | 2010 VB250               | 2 novembre 2010   | Mount Lemmon Survey       |
| 762106 | 2010 VC250               | 14 novembre 2010  | Mount Lemmon Survey       |
| 762107 | 2010 VX250               | 3 novembre 2010   | Mount Lemmon Survey       |
| 762108 | 2010 VG254               | 8 novembre 2010   | Mount Lemmon Survey       |
| 762109 | 2010 VT254               | 10 novembre 2010  | Mount Lemmon Survey       |
| 762110 | 2010 VS255               | 3 novembre 2010   | Mount Lemmon Survey       |
| 762111 | 2010 VH256               | 8 novembre 2010   | Mount Lemmon Survey       |
| 762112 | 2010 VZ256               | 12 novembre 2010  | Mount Lemmon Survey       |
| 762113 | 2010 VG260               | 8 novembre 2010   | Mount Lemmon Survey       |
| 762114 | 2010 VV261               | 10 novembre 2010  | Spacewatch                |
| 762115 | 2010 VT262               | 7 novembre 2010   | Mount Lemmon Survey       |
| 762116 | 2010 VF263               | 3 novembre 2010   | Mount Lemmon Survey       |
| 762117 | 2010 VR265               | 2 novembre 2010   | Mount Lemmon Survey       |
| 762118 | 2010 VS266               | 13 novembre 2010  | Mount Lemmon Survey       |
| 762119 | 2010 VW266               | 14 novembre 2010  | Spacewatch                |
| 762120 | 2010 VT267               | 8 novembre 2010   | Mount Lemmon Survey       |
| 762121 | 2010 VV267               | 14 novembre 2010  | Spacewatch                |
| 762122 | 2010 VV269               | 2 novembre 2010   | Mount Lemmon Survey       |
| 762123 | 2010 VL270               | 3 novembre 2010   | Mount Lemmon Survey       |
| 762124 | 2010 VO270               | 8 novembre 2010   | Mount Lemmon Survey       |
| 762125 | 2010 VW272               | 1 novembre 2010   | Mount Lemmon Survey       |
| 762126 | 2010 VT273               | 7 novembre 2010   | Mount Lemmon Survey       |
| 762127 | 2010 VV273               | 12 novembre 2010  | Spacewatch                |
| 762128 | 2010 VS274               | 14 novembre 2010  | Spacewatch                |
| 762129 | 2010 VH275               | 12 novembre 2010  | Mount Lemmon Survey       |
| 762130 | 2010 VZ284               | 3 novembre 2010   | Mount Lemmon Survey       |
| 762131 | 2010 WO                  | 25 novembre 2010  | Mount Lemmon Survey       |
| 762132 | 2010 WU                  | 17 ottobre 2010   | Mount Lemmon Survey       |
| 762133 | 2010 WZ6                 | 27 novembre 2010  | Mount Lemmon Survey       |
| 762134 | 2010 WL8                 | 31 ottobre 2010   | Spacewatch                |
| 762135 | 2010 WG9                 | 30 novembre 2010  | Osservatorio di La Silla  |
| 762136 | 2010 WQ14                | 18 settembre 2010 | Mount Lemmon Survey       |
| 762137 | 2010 WR14                | 11 novembre 2010  | Spacewatch                |
| 762138 | 2010 WD17                | 2 novembre 2010   | Spacewatch                |
| 762139 | 2010 WT18                | 27 novembre 2010  | Mount Lemmon Survey       |
| 762140 | 2010 WD19                | 12 novembre 2010  | Spacewatch                |
| 762141 | 2010 WF20                | 30 ottobre 2005   | Spacewatch                |
| 762142 | 2010 WB22                | 13 novembre 2010  | Spacewatch                |
| 762143 | 2010 WJ23                | 13 novembre 2010  | Spacewatch                |
| 762144 | 2010 WU25                | 27 novembre 2010  | Mount Lemmon Survey       |
| 762145 | 2010 WS27                | 27 novembre 2010  | Mount Lemmon Survey       |
| 762146 | 2010 WA28                | 27 settembre 2009 | Spacewatch                |
| 762147 | 2010 WJ38                | 27 novembre 2010  | Mount Lemmon Survey       |
| 762148 | 2010 WX38                | 27 novembre 2010  | Mount Lemmon Survey       |
| 762149 | 2010 WU40                | 30 ottobre 2010   | Spacewatch                |
| 762150 | 2010 WO44                | 14 febbraio 2007  | Osservatorio di Mauna Kea |
| 762151 | 2010 WB45                | 27 settembre 2009 | Spacewatch                |
| 762152 | 2010 WU47                | 25 novembre 2005  | Spacewatch                |
| 762153 | 2010 WK48                | 29 ottobre 2010   | Spacewatch                |
| 762154 | 2010 WD51                | 28 novembre 2010  | Mount Lemmon Survey       |
| 762155 | 2010 WH51                | 14 ottobre 2010   | Mount Lemmon Survey       |
| 762156 | 2010 WH53                | 28 novembre 2010  | Mount Lemmon Survey       |
| 762157 | 2010 WM53                | 28 novembre 2010  | Mount Lemmon Survey       |
| 762158 | 2010 WB67                | 6 novembre 2010   | Spacewatch                |
| 762159 | 2010 WJ68                | 15 novembre 2003  | Spacewatch                |
| 762160 | 2010 WB75                | 10 novembre 2010  | Mount Lemmon Survey       |
| 762161 | 2010 WP75                | 1 maggio 2012     | Mount Lemmon Survey       |
| 762162 | 2010 WB76                | 30 aprile 2016    | Pan-STARRS                |
| 762163 | 2010 WG76                | 16 novembre 2010  | Mount Lemmon Survey       |
| 762164 | 2010 WS76                | 25 novembre 2010  | Mount Lemmon Survey       |
| 762165 | 2010 WV76                | 27 novembre 2010  | Mount Lemmon Survey       |
| 762166 | 2010 WD77                | 27 agosto 2014    | Pan-STARRS                |
| 762167 | 2010 WE77                | 31 agosto 2014    | Pan-STARRS                |
| 762168 | 2010 WN77                | 17 gennaio 2015   | Pan-STARRS                |
| 762169 | 2010 WT77                | 26 aprile 2017    | Pan-STARRS                |
| 762170 | 2010 WX77                | 25 novembre 2010  | Mount Lemmon Survey       |
| 762171 | 2010 WY77                | 20 settembre 2014 | Pan-STARRS                |
| 762172 | 2010 WZ77                | 27 novembre 2010  | Mount Lemmon Survey       |
| 762173 | 2010 WW78                | 28 novembre 2010  | Mount Lemmon Survey       |
| 762174 | 2010 WN79                | 30 novembre 2010  | Mount Lemmon Survey       |
| 762175 | 2010 WO79                | 30 novembre 2010  | Mount Lemmon Survey       |
| 762176 | 2010 XR13                | 3 dicembre 2010   | Mount Lemmon Survey       |
| 762177 | 2010 XL15                | 2 dicembre 2010   | Spacewatch                |
| 762178 | 2010 XT15                | 2 dicembre 2010   | Mount Lemmon Survey       |
| 762179 | 2010 XT37                | 3 dicembre 2010   | Spacewatch                |
| 762180 | 2010 XA40                | 8 novembre 2010   | Mount Lemmon Survey       |
| 762181 | 2010 XV70                | 19 settembre 2006 | Spacewatch                |
| 762182 | 2010 XU75                | 3 dicembre 2010   | Spacewatch                |
| 762183 | 2010 XJ80                | 6 dicembre 2010   | Mount Lemmon Survey       |
| 762184 | 2010 XC91                | 19 agosto 2014    | Pan-STARRS                |
| 762185 | 2010 XG93                | 14 dicembre 2010  | Mount Lemmon Survey       |
| 762186 | 2010 XC96                | 16 marzo 2012     | Pan-STARRS                |
| 762187 | 2010 XH96                | 4 dicembre 2010   | Mount Lemmon Survey       |
| 762188 | 2010 XA97                | 12 maggio 2012    | Mount Lemmon Survey       |
| 762189 | 2010 XR97                | 21 novembre 2015  | Mount Lemmon Survey       |
| 762190 | 2010 XV97                | 26 gennaio 2015   | Pan-STARRS                |
| 762191 | 2010 XZ97                | 8 dicembre 2010   | Mount Lemmon Survey       |
| 762192 | 2010 XA99                | 30 ottobre 2014   | Pan-STARRS                |
| 762193 | 2010 XQ100               | 14 settembre 2014 | Mount Lemmon Survey       |
| 762194 | 2010 XD101               | 13 dicembre 2010  | Mount Lemmon Survey       |
| 762195 | 2010 XY101               | 2 dicembre 2010   | Spacewatch                |
| 762196 | 2010 XZ101               | 10 dicembre 2010  | Mount Lemmon Survey       |
| 762197 | 2010 XN102               | 28 agosto 2014    | Pan-STARRS                |
| 762198 | 2010 XN103               | 30 giugno 2014    | Spacewatch                |
| 762199 | 2010 XU103               | 20 agosto 2014    | Pan-STARRS                |
| 762200 | 2010 XN105               | 14 dicembre 2010  | Mount Lemmon Survey       |

## 762201–762300
| Nome   | Designazione provvisoria | Data di scoperta  | Scopritore                |
| ------ | ------------------------ | ----------------- | ------------------------- |
| 762201 | 2010 XD106               | 2 dicembre 2010   | Spacewatch                |
| 762202 | 2010 XC107               | 27 agosto 2014    | Pan-STARRS                |
| 762203 | 2010 XG108               | 14 febbraio 2012  | Pan-STARRS                |
| 762204 | 2010 XZ108               | 2 dicembre 2010   | Mount Lemmon Survey       |
| 762205 | 2010 XA109               | 3 dicembre 2010   | Mount Lemmon Survey       |
| 762206 | 2010 XS109               | 13 dicembre 2010  | Mount Lemmon Survey       |
| 762207 | 2010 XD110               | 15 dicembre 2010  | Mount Lemmon Survey       |
| 762208 | 2010 XZ110               | 14 dicembre 2010  | Mount Lemmon Survey       |
| 762209 | 2010 XJ111               | 6 dicembre 2010   | Spacewatch                |
| 762210 | 2010 XT112               | 11 dicembre 2010  | Mount Lemmon Survey       |
| 762211 | 2010 XD113               | 1 dicembre 2010   | Mount Lemmon Survey       |
| 762212 | 2010 XH115               | 3 dicembre 2010   | Mount Lemmon Survey       |
| 762213 | 2010 XZ115               | 3 dicembre 2010   | Mount Lemmon Survey       |
| 762214 | 2010 XD116               | 10 dicembre 2010  | Mount Lemmon Survey       |
| 762215 | 2010 XK116               | 16 ottobre 2009   | Mount Lemmon Survey       |
| 762216 | 2010 XT116               | 5 dicembre 2010   | Mount Lemmon Survey       |
| 762217 | 2010 XH119               | 2 dicembre 2010   | Spacewatch                |
| 762218 | 2010 XS119               | 3 dicembre 2010   | Mount Lemmon Survey       |
| 762219 | 2010 YD7                 | 25 dicembre 2010  | Spacewatch                |
| 762220 | 2011 AA7                 | 2 gennaio 2011    | Mount Lemmon Survey       |
| 762221 | 2011 AP7                 | 14 dicembre 2010  | Mount Lemmon Survey       |
| 762222 | 2011 AW9                 | 3 gennaio 2011    | Mount Lemmon Survey       |
| 762223 | 2011 AE10                | 14 dicembre 2010  | Mount Lemmon Survey       |
| 762224 | 2011 AG17                | 17 dicembre 2001  | Spacewatch                |
| 762225 | 2011 AL17                | 17 ottobre 2010   | Mount Lemmon Survey       |
| 762226 | 2011 AP17                | 26 novembre 2010  | Mount Lemmon Survey       |
| 762227 | 2011 AS17                | 2 dicembre 2010   | Mount Lemmon Survey       |
| 762228 | 2011 AL18                | 8 gennaio 2011    | Mount Lemmon Survey       |
| 762229 | 2011 AN27                | 9 gennaio 2011    | Spacewatch                |
| 762230 | 2011 AT30                | 9 gennaio 2011    | Spacewatch                |
| 762231 | 2011 AY38                | 10 gennaio 2011   | Mount Lemmon Survey       |
| 762232 | 2011 AA41                | 10 gennaio 2011   | Mount Lemmon Survey       |
| 762233 | 2011 AV42                | 10 gennaio 2011   | Mount Lemmon Survey       |
| 762234 | 2011 AF45                | 10 gennaio 2011   | Spacewatch                |
| 762235 | 2011 AR45                | 10 gennaio 2011   | Spacewatch                |
| 762236 | 2011 AH46                | 7 febbraio 1997   | Spacewatch                |
| 762237 | 2011 AQ49                | 13 gennaio 2011   | Mount Lemmon Survey       |
| 762238 | 2011 AS49                | 13 gennaio 2011   | Mount Lemmon Survey       |
| 762239 | 2011 AL55                | 14 dicembre 2010  | Mount Lemmon Survey       |
| 762240 | 2011 AY59                | 12 gennaio 2011   | Mount Lemmon Survey       |
| 762241 | 2011 AU60                | 19 ottobre 2006   | DES                       |
| 762242 | 2011 AF67                | 14 gennaio 2011   | Mount Lemmon Survey       |
| 762243 | 2011 AS78                | 14 gennaio 2011   | Spacewatch                |
| 762244 | 2011 AB82                | 6 dicembre 2010   | Mount Lemmon Survey       |
| 762245 | 2011 AB83                | 14 gennaio 2011   | Mount Lemmon Survey       |
| 762246 | 2011 AD85                | 12 gennaio 2011   | CSS                       |
| 762247 | 2011 AF85                | 26 ottobre 2013   | Mount Lemmon Survey       |
| 762248 | 2011 AK86                | 19 settembre 2014 | Pan-STARRS                |
| 762249 | 2011 AR87                | 4 gennaio 2011    | Mount Lemmon Survey       |
| 762250 | 2011 AX89                | 18 giugno 2013    | Pan-STARRS                |
| 762251 | 2011 AA90                | 14 gennaio 2011   | Mount Lemmon Survey       |
| 762252 | 2011 AB90                | 14 gennaio 2011   | Mount Lemmon Survey       |
| 762253 | 2011 AD90                | 14 gennaio 2011   | Mount Lemmon Survey       |
| 762254 | 2011 AA91                | 14 gennaio 2011   | Spacewatch                |
| 762255 | 2011 AQ91                | 14 gennaio 2011   | Mount Lemmon Survey       |
| 762256 | 2011 AX91                | 17 febbraio 2015  | Pan-STARRS                |
| 762257 | 2011 AA92                | 13 luglio 2016    | Mount Lemmon Survey       |
| 762258 | 2011 AC92                | 9 dicembre 2015   | Pan-STARRS                |
| 762259 | 2011 AP93                | 23 novembre 2014  | Pan-STARRS                |
| 762260 | 2011 AP94                | 14 gennaio 2011   | Mount Lemmon Survey       |
| 762261 | 2011 AY94                | 4 gennaio 2011    | Mount Lemmon Survey       |
| 762262 | 2011 AS95                | 2 gennaio 2011    | Mount Lemmon Survey       |
| 762263 | 2011 AW95                | 3 gennaio 2011    | Mount Lemmon Survey       |
| 762264 | 2011 AB96                | 14 gennaio 2011   | Mount Lemmon Survey       |
| 762265 | 2011 AD96                | 2 gennaio 2011    | Mount Lemmon Survey       |
| 762266 | 2011 AK97                | 3 gennaio 2011    | Mount Lemmon Survey       |
| 762267 | 2011 AA98                | 13 gennaio 2011   | Mount Lemmon Survey       |
| 762268 | 2011 AH98                | 13 gennaio 2011   | Mount Lemmon Survey       |
| 762269 | 2011 AU98                | 8 gennaio 2011    | Mount Lemmon Survey       |
| 762270 | 2011 AX101               | 10 gennaio 2011   | Mount Lemmon Survey       |
| 762271 | 2011 AB102               | 14 gennaio 2011   | Mount Lemmon Survey       |
| 762272 | 2011 AB103               | 8 gennaio 2011    | Mount Lemmon Survey       |
| 762273 | 2011 AJ103               | 14 gennaio 2011   | Mount Lemmon Survey       |
| 762274 | 2011 AT106               | 14 gennaio 2011   | Mount Lemmon Survey       |
| 762275 | 2011 AW107               | 14 gennaio 2011   | Mount Lemmon Survey       |
| 762276 | 2011 AE110               | 14 gennaio 2011   | Mount Lemmon Survey       |
| 762277 | 2011 BF4                 | 16 gennaio 2011   | Mount Lemmon Survey       |
| 762278 | 2011 BZ12                | 24 gennaio 2011   | Mount Lemmon Survey       |
| 762279 | 2011 BP16                | 26 gennaio 2011   | Mount Lemmon Survey       |
| 762280 | 2011 BL18                | 26 gennaio 2011   | Spacewatch                |
| 762281 | 2011 BD23                | 26 gennaio 2011   | Spacewatch                |
| 762282 | 2011 BL23                | 15 novembre 2006  | Mount Lemmon Survey       |
| 762283 | 2011 BW23                | 13 gennaio 2011   | Spacewatch                |
| 762284 | 2011 BQ25                | 19 agosto 2006    | Spacewatch                |
| 762285 | 2011 BX25                | 23 gennaio 2011   | Mount Lemmon Survey       |
| 762286 | 2011 BN29                | 23 agosto 2003    | Cerro Tololo Obs.         |
| 762287 | 2011 BB30                | 26 gennaio 2011   | Mount Lemmon Survey       |
| 762288 | 2011 BG30                | 26 gennaio 2011   | Mount Lemmon Survey       |
| 762289 | 2011 BY35                | 28 gennaio 2011   | Mount Lemmon Survey       |
| 762290 | 2011 BO37                | 28 gennaio 2011   | Mount Lemmon Survey       |
| 762291 | 2011 BC41                | 30 gennaio 2011   | Z. Kuli, K. Sárneczky     |
| 762292 | 2011 BE41                | 19 ottobre 2006   | Spacewatch                |
| 762293 | 2011 BX41                | 30 gennaio 2011   | Z. Kuli, K. Sárneczky     |
| 762294 | 2011 BC44                | 30 gennaio 2011   | Z. Kuli, K. Sárneczky     |
| 762295 | 2011 BH45                | 29 gennaio 2011   | Mount Lemmon Survey       |
| 762296 | 2011 BL46                | 30 gennaio 2011   | Z. Kuli, K. Sárneczky     |
| 762297 | 2011 BV47                | 31 gennaio 2011   | Z. Kuli, K. Sárneczky     |
| 762298 | 2011 BH49                | 31 gennaio 2011   | Z. Kuli, K. Sárneczky     |
| 762299 | 2011 BV54                | 3 dicembre 2005   | Osservatorio di Mauna Kea |
| 762300 | 2011 BA57                | 25 gennaio 2011   | Mount Lemmon Survey       |

## 762301–762400
| Nome   | Designazione provvisoria | Data di scoperta | Scopritore                |
| ------ | ------------------------ | ---------------- | ------------------------- |
| 762301 | 2011 BH62                | 26 gennaio 2011  | Mount Lemmon Survey       |
| 762302 | 2011 BG66                | 31 gennaio 2011  | Z. Kuli, K. Sárneczky     |
| 762303 | 2011 BY68                | 29 gennaio 2011  | Mount Lemmon Survey       |
| 762304 | 2011 BR69                | 26 gennaio 2011  | Mount Lemmon Survey       |
| 762305 | 2011 BP71                | 1 febbraio 2006  | Mount Lemmon Survey       |
| 762306 | 2011 BB74                | 5 febbraio 2011  | Pan-STARRS                |
| 762307 | 2011 BE75                | 5 febbraio 2011  | Pan-STARRS                |
| 762308 | 2011 BN80                | 27 gennaio 2011  | Mount Lemmon Survey       |
| 762309 | 2011 BJ81                | 13 gennaio 2011  | Spacewatch                |
| 762310 | 2011 BU98                | 10 gennaio 2011  | Mount Lemmon Survey       |
| 762311 | 2011 BV101               | 6 febbraio 2011  | Mount Lemmon Survey       |
| 762312 | 2011 BP104               | 9 gennaio 2011   | Spacewatch                |
| 762313 | 2011 BB111               | 5 febbraio 2011  | Pan-STARRS                |
| 762314 | 2011 BU111               | 6 dicembre 2005  | Spacewatch                |
| 762315 | 2011 BZ111               | 25 febbraio 2011 | Mount Lemmon Survey       |
| 762316 | 2011 BK115               | 23 gennaio 2011  | Mount Lemmon Survey       |
| 762317 | 2011 BX115               | 5 dicembre 2010  | Mount Lemmon Survey       |
| 762318 | 2011 BK116               | 5 dicembre 2010  | Mount Lemmon Survey       |
| 762319 | 2011 BO116               | 10 gennaio 2011  | Mount Lemmon Survey       |
| 762320 | 2011 BS119               | 14 gennaio 2011  | Spacewatch                |
| 762321 | 2011 BW124               | 23 agosto 2014   | Pan-STARRS                |
| 762322 | 2011 BA127               | 27 gennaio 2011  | Mount Lemmon Survey       |
| 762323 | 2011 BH127               | 3 ottobre 2006   | Mount Lemmon Survey       |
| 762324 | 2011 BO128               | 28 gennaio 2011  | Mount Lemmon Survey       |
| 762325 | 2011 BE130               | 28 gennaio 2011  | Mount Lemmon Survey       |
| 762326 | 2011 BO132               | 29 marzo 2004    | Spacewatch                |
| 762327 | 2011 BB135               | 29 gennaio 2011  | Mount Lemmon Survey       |
| 762328 | 2011 BV137               | 14 gennaio 2011  | Spacewatch                |
| 762329 | 2011 BN140               | 29 gennaio 2011  | Mount Lemmon Survey       |
| 762330 | 2011 BR140               | 8 gennaio 2011   | Mount Lemmon Survey       |
| 762331 | 2011 BP148               | 29 gennaio 2011  | Mount Lemmon Survey       |
| 762332 | 2011 BN150               | 29 gennaio 2011  | Mount Lemmon Survey       |
| 762333 | 2011 BD153               | 16 novembre 2010 | Mount Lemmon Survey       |
| 762334 | 2011 BE158               | 29 gennaio 2011  | Mount Lemmon Survey       |
| 762335 | 2011 BX158               | 29 gennaio 2011  | Mount Lemmon Survey       |
| 762336 | 2011 BW159               | 29 gennaio 2011  | Mount Lemmon Survey       |
| 762337 | 2011 BV162               | 16 gennaio 2011  | Mount Lemmon Survey       |
| 762338 | 2011 BW163               | 14 aprile 2008   | Spacewatch                |
| 762339 | 2011 BD166               | 15 gennaio 2011  | Mount Lemmon Survey       |
| 762340 | 2011 BU171               | 12 febbraio 2011 | Mount Lemmon Survey       |
| 762341 | 2011 BS172               | 27 aprile 2012   | Pan-STARRS                |
| 762342 | 2011 BU172               | 10 febbraio 2011 | Mount Lemmon Survey       |
| 762343 | 2011 BO173               | 16 marzo 2012    | Spacewatch                |
| 762344 | 2011 BF174               | 13 febbraio 2011 | Mount Lemmon Survey       |
| 762345 | 2011 BR174               | 4 febbraio 2011  | CSS                       |
| 762346 | 2011 BB175               | 5 marzo 2011     | Mount Lemmon Survey       |
| 762347 | 2011 BS175               | 31 agosto 2014   | Spacewatch                |
| 762348 | 2011 BB176               | 30 aprile 2012   | Spacewatch                |
| 762349 | 2011 BR176               | 5 febbraio 2011  | Mount Lemmon Survey       |
| 762350 | 2011 BL177               | 17 gennaio 2011  | Mount Lemmon Survey       |
| 762351 | 2011 BC178               | 11 marzo 2016    | Pan-STARRS                |
| 762352 | 2011 BX181               | 24 febbraio 2017 | Pan-STARRS                |
| 762353 | 2011 BP183               | 8 febbraio 2011  | Mount Lemmon Survey       |
| 762354 | 2011 BO184               | 6 febbraio 2016  | Pan-STARRS                |
| 762355 | 2011 BV184               | 28 gennaio 2011  | Mount Lemmon Survey       |
| 762356 | 2011 BE186               | 2 agosto 2016    | Pan-STARRS                |
| 762357 | 2011 BE187               | 7 febbraio 2011  | Mount Lemmon Survey       |
| 762358 | 2011 BD188               | 8 novembre 2013  | Spacewatch                |
| 762359 | 2011 BO188               | 30 gennaio 2011  | Pan-STARRS                |
| 762360 | 2011 BT188               | 29 marzo 2012    | Pan-STARRS                |
| 762361 | 2011 BO189               | 23 maggio 2012   | Mount Lemmon Survey       |
| 762362 | 2011 BB190               | 18 aprile 2015   | CTIO-DECam                |
| 762363 | 2011 BG191               | 16 gennaio 2011  | Mount Lemmon Survey       |
| 762364 | 2011 BG192               | 25 febbraio 2011 | Mount Lemmon Survey       |
| 762365 | 2011 BJ192               | 7 febbraio 2011  | Mount Lemmon Survey       |
| 762366 | 2011 BK192               | 29 maggio 2012   | Mount Lemmon Survey       |
| 762367 | 2011 BL192               | 14 luglio 2013   | Pan-STARRS                |
| 762368 | 2011 BN192               | 8 luglio 2018    | Pan-STARRS 2              |
| 762369 | 2011 BO192               | 30 gennaio 2011  | Pan-STARRS                |
| 762370 | 2011 BX193               | 29 gennaio 2011  | Osservatorio di Mauna Kea |
| 762371 | 2011 BK196               | 29 gennaio 2011  | Spacewatch                |
| 762372 | 2011 BR196               | 5 dicembre 2010  | Mount Lemmon Survey       |
| 762373 | 2011 BY199               | 27 gennaio 2011  | Mount Lemmon Survey       |
| 762374 | 2011 BB200               | 30 gennaio 2011  | Mount Lemmon Survey       |
| 762375 | 2011 BW200               | 27 gennaio 2011  | Mount Lemmon Survey       |
| 762376 | 2011 BF207               | 13 marzo 2008    | Spacewatch                |
| 762377 | 2011 BB208               | 16 gennaio 2011  | Mount Lemmon Survey       |
| 762378 | 2011 BQ211               | 24 gennaio 2011  | Spacewatch                |
| 762379 | 2011 CG2                 | 11 gennaio 2011  | CSS                       |
| 762380 | 2011 CW3                 | 10 novembre 2005 | Mount Lemmon Survey       |
| 762381 | 2011 CP5                 | 16 aprile 2004   | Spacewatch                |
| 762382 | 2011 CZ5                 | 5 febbraio 2011  | Mount Lemmon Survey       |
| 762383 | 2011 CR13                | 31 gennaio 2011  | Z. Kuli, K. Sárneczky     |
| 762384 | 2011 CZ18                | 4 febbraio 2011  | L. Elenin                 |
| 762385 | 2011 CX23                | 7 febbraio 2011  | Mount Lemmon Survey       |
| 762386 | 2011 CR26                | 14 gennaio 2011  | Spacewatch                |
| 762387 | 2011 CE48                | 5 febbraio 2011  | CSS                       |
| 762388 | 2011 CE55                | 3 febbraio 2000  | Spacewatch                |
| 762389 | 2011 CN58                | 29 ottobre 2005  | Mount Lemmon Survey       |
| 762390 | 2011 CT61                | 8 febbraio 2011  | Mount Lemmon Survey       |
| 762391 | 2011 CV62                | 24 gennaio 2011  | Mount Lemmon Survey       |
| 762392 | 2011 CL63                | 10 gennaio 2011  | Spacewatch                |
| 762393 | 2011 CP63                | 10 febbraio 2011 | Mount Lemmon Survey       |
| 762394 | 2011 CV63                | 10 febbraio 2011 | Mount Lemmon Survey       |
| 762395 | 2011 CL66                | 13 dicembre 2010 | Mount Lemmon Survey       |
| 762396 | 2011 CT76                | 10 febbraio 2011 | Mount Lemmon Survey       |
| 762397 | 2011 CO77                | 27 ottobre 2006  | Mount Lemmon Survey       |
| 762398 | 2011 CR78                | 10 febbraio 2011 | Mount Lemmon Survey       |
| 762399 | 2011 CX78                | 10 febbraio 2011 | Mount Lemmon Survey       |
| 762400 | 2011 CG79                | 20 marzo 2007    | Mount Lemmon Survey       |

## 762401–762500
| Nome   | Designazione provvisoria | Data di scoperta | Scopritore          |
| ------ | ------------------------ | ---------------- | ------------------- |
| 762401 | 2011 CT79                | 17 novembre 2009 | Mount Lemmon Survey |
| 762402 | 2011 CZ84                | 5 febbraio 2011  | Pan-STARRS          |
| 762403 | 2011 CG95                | 16 marzo 2004    | Spacewatch          |
| 762404 | 2011 CH97                | 2 marzo 2011     | Mount Lemmon Survey |
| 762405 | 2011 CF99                | 5 febbraio 2011  | Pan-STARRS          |
| 762406 | 2011 CP101               | 5 febbraio 2011  | Pan-STARRS          |
| 762407 | 2011 CB104               | 9 novembre 2009  | Mount Lemmon Survey |
| 762408 | 2011 CU106               | 25 febbraio 2011 | Mount Lemmon Survey |
| 762409 | 2011 CG110               | 5 febbraio 2011  | Pan-STARRS          |
| 762410 | 2011 CW115               | 5 febbraio 2011  | Pan-STARRS          |
| 762411 | 2011 CO116               | 25 febbraio 2011 | Mount Lemmon Survey |
| 762412 | 2011 CV122               | 13 febbraio 2011 | Mount Lemmon Survey |
| 762413 | 2011 CQ123               | 26 gennaio 2011  | Spacewatch          |
| 762414 | 2011 CX123               | 27 novembre 2014 | Pan-STARRS          |
| 762415 | 2011 CA125               | 5 febbraio 2016  | Pan-STARRS          |
| 762416 | 2011 CR125               | 23 giugno 2018   | Pan-STARRS          |
| 762417 | 2011 CW125               | 2 ottobre 2014   | Pan-STARRS          |
| 762418 | 2011 CP127               | 16 gennaio 2016  | Pan-STARRS          |
| 762419 | 2011 CT127               | 5 aprile 2016    | Pan-STARRS          |
| 762420 | 2011 CF128               | 12 febbraio 2011 | Mount Lemmon Survey |
| 762421 | 2011 CO128               | 7 febbraio 2011  | Mount Lemmon Survey |
| 762422 | 2011 CR128               | 13 febbraio 2011 | Mount Lemmon Survey |
| 762423 | 2011 CZ128               | 12 febbraio 2011 | Mount Lemmon Survey |
| 762424 | 2011 CL130               | 10 febbraio 2011 | Mount Lemmon Survey |
| 762425 | 2011 CS130               | 13 febbraio 2011 | Mount Lemmon Survey |
| 762426 | 2011 CB131               | 5 febbraio 2011  | Pan-STARRS          |
| 762427 | 2011 CE131               | 7 febbraio 2011  | Mount Lemmon Survey |
| 762428 | 2011 CN131               | 8 febbraio 2011  | Mount Lemmon Survey |
| 762429 | 2011 CT132               | 5 febbraio 2011  | Pan-STARRS          |
| 762430 | 2011 CG133               | 7 febbraio 2011  | Mount Lemmon Survey |
| 762431 | 2011 CH133               | 7 febbraio 2011  | Mount Lemmon Survey |
| 762432 | 2011 CU133               | 10 febbraio 2011 | Mount Lemmon Survey |
| 762433 | 2011 CO134               | 9 febbraio 2016  | Pan-STARRS          |
| 762434 | 2011 CQ135               | 10 febbraio 2011 | Mount Lemmon Survey |
| 762435 | 2011 CQ137               | 5 febbraio 2011  | Pan-STARRS          |
| 762436 | 2011 CH138               | 6 febbraio 2016  | Pan-STARRS          |
| 762437 | 2011 CL138               | 8 febbraio 2011  | Mount Lemmon Survey |
| 762438 | 2011 CY138               | 5 febbraio 2011  | Pan-STARRS          |
| 762439 | 2011 CA139               | 8 febbraio 2011  | Mount Lemmon Survey |
| 762440 | 2011 CG139               | 7 febbraio 2011  | Mount Lemmon Survey |
| 762441 | 2011 CM139               | 7 febbraio 2011  | Mount Lemmon Survey |
| 762442 | 2011 CQ140               | 8 febbraio 2011  | Mount Lemmon Survey |
| 762443 | 2011 CL142               | 11 febbraio 2011 | Mount Lemmon Survey |
| 762444 | 2011 CU142               | 5 febbraio 2011  | Mount Lemmon Survey |
| 762445 | 2011 CZ142               | 5 febbraio 2011  | Mount Lemmon Survey |
| 762446 | 2011 DE9                 | 25 febbraio 2011 | Mount Lemmon Survey |
| 762447 | 2011 DP9                 | 25 febbraio 2011 | Mount Lemmon Survey |
| 762448 | 2011 DZ23                | 26 febbraio 2011 | Spacewatch          |
| 762449 | 2011 DS26                | 29 aprile 2008   | Mount Lemmon Survey |
| 762450 | 2011 DH32                | 25 febbraio 2011 | Mount Lemmon Survey |
| 762451 | 2011 DM32                | 25 febbraio 2011 | Mount Lemmon Survey |
| 762452 | 2011 DD36                | 25 febbraio 2011 | Mount Lemmon Survey |
| 762453 | 2011 DB37                | 23 gennaio 2006  | Spacewatch          |
| 762454 | 2011 DO41                | 25 febbraio 2011 | Mount Lemmon Survey |
| 762455 | 2011 DZ43                | 26 febbraio 2011 | Mount Lemmon Survey |
| 762456 | 2011 DZ52                | 13 aprile 2004   | Spacewatch          |
| 762457 | 2011 DK53                | 25 febbraio 2011 | Mount Lemmon Survey |
| 762458 | 2011 DG54                | 25 febbraio 2011 | Mount Lemmon Survey |
| 762459 | 2011 DK54                | 25 febbraio 2011 | Mount Lemmon Survey |
| 762460 | 2011 DO54                | 25 febbraio 2011 | Mount Lemmon Survey |
| 762461 | 2011 DR54                | 7 gennaio 2016   | Pan-STARRS          |
| 762462 | 2011 DF55                | 8 febbraio 2011  | Mount Lemmon Survey |
| 762463 | 2011 DG55                | 30 marzo 2015    | Pan-STARRS          |
| 762464 | 2011 DP55                | 26 febbraio 2011 | Spacewatch          |
| 762465 | 2011 DV55                | 4 gennaio 2016   | Pan-STARRS          |
| 762466 | 2011 DX55                | 25 febbraio 2011 | Spacewatch          |
| 762467 | 2011 DL56                | 25 febbraio 2011 | Mount Lemmon Survey |
| 762468 | 2011 DL57                | 25 febbraio 2011 | Mount Lemmon Survey |
| 762469 | 2011 DR57                | 26 febbraio 2011 | Mount Lemmon Survey |
| 762470 | 2011 DT57                | 25 febbraio 2011 | Mount Lemmon Survey |
| 762471 | 2011 DN60                | 13 dicembre 2006 | Spacewatch          |
| 762472 | 2011 EU12                | 28 gennaio 2011  | CSS                 |
| 762473 | 2011 ES19                | 21 novembre 2006 | Mount Lemmon Survey |
| 762474 | 2011 EB26                | 6 marzo 2011     | Mount Lemmon Survey |
| 762475 | 2011 EY26                | 25 febbraio 2011 | Spacewatch          |
| 762476 | 2011 EY32                | 4 marzo 2011     | Mount Lemmon Survey |
| 762477 | 2011 ET37                | 6 marzo 2011     | Spacewatch          |
| 762478 | 2011 ES48                | 10 marzo 2011    | Mount Lemmon Survey |
| 762479 | 2011 EC52                | 9 marzo 2011     | Spacewatch          |
| 762480 | 2011 ED57                | 12 marzo 2011    | Mount Lemmon Survey |
| 762481 | 2011 ER59                | 12 marzo 2011    | Mount Lemmon Survey |
| 762482 | 2011 EZ59                | 12 marzo 2011    | Mount Lemmon Survey |
| 762483 | 2011 EZ61                | 12 marzo 2011    | Mount Lemmon Survey |
| 762484 | 2011 EL69                | 10 marzo 2011    | Spacewatch          |
| 762485 | 2011 EH71                | 2 marzo 2011     | Spacewatch          |
| 762486 | 2011 EM82                | 23 febbraio 2011 | Spacewatch          |
| 762487 | 2011 EO87                | 3 marzo 2011     | Mount Lemmon Survey |
| 762488 | 2011 EC88                | 13 febbraio 2011 | Mount Lemmon Survey |
| 762489 | 2011 ET89                | 6 marzo 2011     | Mount Lemmon Survey |
| 762490 | 2011 EU90                | 25 novembre 2006 | Spacewatch          |
| 762491 | 2011 EJ92                | 4 marzo 2011     | Mount Lemmon Survey |
| 762492 | 2011 EK92                | 6 marzo 2011     | Mount Lemmon Survey |
| 762493 | 2011 ET92                | 14 luglio 2013   | Pan-STARRS          |
| 762494 | 2011 EG93                | 4 marzo 2011     | Mount Lemmon Survey |
| 762495 | 2011 EH93                | 2 marzo 2011     | Spacewatch          |
| 762496 | 2011 ET94                | 11 marzo 2011    | Mount Lemmon Survey |
| 762497 | 2011 EE95                | 6 marzo 2011     | Spacewatch          |
| 762498 | 2011 EK95                | 14 marzo 2011    | Mount Lemmon Survey |
| 762499 | 2011 ER95                | 17 agosto 2012   | Pan-STARRS          |
| 762500 | 2011 ET95                | 21 novembre 2014 | Pan-STARRS          |

## 762501–762600
| Nome   | Designazione provvisoria | Data di scoperta  | Scopritore                |
| ------ | ------------------------ | ----------------- | ------------------------- |
| 762501 | 2011 EE96                | 9 ottobre 2013    | Mount Lemmon Survey       |
| 762502 | 2011 EK96                | 25 settembre 2003 | Osservatorio di Mauna Kea |
| 762503 | 2011 EN96                | 9 marzo 2011      | Mount Lemmon Survey       |
| 762504 | 2011 ET96                | 11 febbraio 2016  | Pan-STARRS                |
| 762505 | 2011 EX96                | 26 ottobre 2013   | Spacewatch                |
| 762506 | 2011 EE97                | 31 ottobre 2013   | Mount Lemmon Survey       |
| 762507 | 2011 EU97                | 13 luglio 2013    | Pan-STARRS                |
| 762508 | 2011 ER98                | 1 marzo 2011      | Mount Lemmon Survey       |
| 762509 | 2011 EF99                | 15 settembre 2013 | CSS                       |
| 762510 | 2011 EG99                | 15 agosto 2013    | Pan-STARRS                |
| 762511 | 2011 EJ99                | 28 novembre 2013  | Mount Lemmon Survey       |
| 762512 | 2011 ET99                | 10 luglio 2018    | Pan-STARRS                |
| 762513 | 2011 EU99                | 8 agosto 2005     | Cerro Tololo Obs.         |
| 762514 | 2011 EW100               | 6 marzo 2011      | Mount Lemmon Survey       |
| 762515 | 2011 EZ100               | 13 marzo 2011     | Mount Lemmon Survey       |
| 762516 | 2011 EG101               | 9 marzo 2011      | Mount Lemmon Survey       |
| 762517 | 2011 EH101               | 14 marzo 2011     | Mount Lemmon Survey       |
| 762518 | 2011 EC103               | 10 marzo 2011     | Spacewatch                |
| 762519 | 2011 EF103               | 1 marzo 2011      | Mount Lemmon Survey       |
| 762520 | 2011 EJ103               | 14 marzo 2011     | Mount Lemmon Survey       |
| 762521 | 2011 EN103               | 6 marzo 2011      | Mount Lemmon Survey       |
| 762522 | 2011 EN104               | 9 marzo 2011      | Mount Lemmon Survey       |
| 762523 | 2011 EJ105               | 6 marzo 2011      | Mount Lemmon Survey       |
| 762524 | 2011 EX109               | 6 marzo 2011      | Mount Lemmon Survey       |
| 762525 | 2011 EY111               | 2 marzo 2011      | Spacewatch                |
| 762526 | 2011 EM112               | 14 marzo 2011     | Mount Lemmon Survey       |
| 762527 | 2011 EF113               | 6 marzo 2011      | Spacewatch                |
| 762528 | 2011 EA116               | 14 marzo 2011     | Mount Lemmon Survey       |
| 762529 | 2011 FM11                | 17 febbraio 2007  | Spacewatch                |
| 762530 | 2011 FX19                | 29 marzo 2011     | Spacewatch                |
| 762531 | 2011 FK20                | 29 marzo 2011     | Mount Lemmon Survey       |
| 762532 | 2011 FR26                | 30 marzo 2011     | Z. Kuli, K. Sárneczky     |
| 762533 | 2011 FD27                | 30 marzo 2011     | Z. Kuli, K. Sárneczky     |
| 762534 | 2011 FO35                | 29 marzo 2011     | Mount Lemmon Survey       |
| 762535 | 2011 FT41                | 26 marzo 2011     | Mount Lemmon Survey       |
| 762536 | 2011 FO44                | 13 marzo 2011     | Spacewatch                |
| 762537 | 2011 FR45                | 25 marzo 2011     | Spacewatch                |
| 762538 | 2011 FD50                | 30 marzo 2011     | Mount Lemmon Survey       |
| 762539 | 2011 FM57                | 30 marzo 2011     | Mount Lemmon Survey       |
| 762540 | 2011 FW57                | 30 marzo 2011     | Mount Lemmon Survey       |
| 762541 | 2011 FD58                | 1 dicembre 2006   | Mount Lemmon Survey       |
| 762542 | 2011 FJ59                | 15 settembre 2007 | Mount Lemmon Survey       |
| 762543 | 2011 FF66                | 10 gennaio 2007   | Mount Lemmon Survey       |
| 762544 | 2011 FR66                | 10 febbraio 2011  | Mount Lemmon Survey       |
| 762545 | 2011 FV73                | 14 marzo 2011     | Mount Lemmon Survey       |
| 762546 | 2011 FX73                | 25 febbraio 2011  | Spacewatch                |
| 762547 | 2011 FV74                | 29 marzo 2011     | Mount Lemmon Survey       |
| 762548 | 2011 FF75                | 29 marzo 2011     | Mount Lemmon Survey       |
| 762549 | 2011 FN76                | 29 marzo 2011     | Mount Lemmon Survey       |
| 762550 | 2011 FR79                | 27 marzo 2011     | Mount Lemmon Survey       |
| 762551 | 2011 FT79                | 27 marzo 2011     | Mount Lemmon Survey       |
| 762552 | 2011 FN81                | 28 marzo 2011     | Mount Lemmon Survey       |
| 762553 | 2011 FZ86                | 25 settembre 2008 | Mount Lemmon Survey       |
| 762554 | 2011 FL91                | 4 marzo 2011      | Spacewatch                |
| 762555 | 2011 FN92                | 28 marzo 2011     | Mount Lemmon Survey       |
| 762556 | 2011 FY93                | 4 marzo 2011      | Spacewatch                |
| 762557 | 2011 FT94                | 29 marzo 2011     | Mount Lemmon Survey       |
| 762558 | 2011 FS99                | 30 marzo 2011     | Mount Lemmon Survey       |
| 762559 | 2011 FG100               | 30 marzo 2011     | Mount Lemmon Survey       |
| 762560 | 2011 FG115               | 2 aprile 2011     | Mount Lemmon Survey       |
| 762561 | 2011 FA116               | 2 aprile 2011     | Mount Lemmon Survey       |
| 762562 | 2011 FG121               | 14 marzo 2011     | Mount Lemmon Survey       |
| 762563 | 2011 FG122               | 24 marzo 2006     | Spacewatch                |
| 762564 | 2011 FP130               | 22 febbraio 2011  | Spacewatch                |
| 762565 | 2011 FG133               | 5 marzo 2011      | Mount Lemmon Survey       |
| 762566 | 2011 FR134               | 28 marzo 2011     | Mount Lemmon Survey       |
| 762567 | 2011 FZ136               | 2 marzo 2011      | Spacewatch                |
| 762568 | 2011 FR138               | 2 marzo 2011      | Spacewatch                |
| 762569 | 2011 FY143               | 30 marzo 2011     | Mount Lemmon Survey       |
| 762570 | 2011 FW158               | 26 aprile 2017    | Pan-STARRS                |
| 762571 | 2011 FL160               | 27 marzo 2011     | Mount Lemmon Survey       |
| 762572 | 2011 FA161               | 30 luglio 2016    | Pan-STARRS                |
| 762573 | 2011 FT161               | 27 marzo 2011     | Mount Lemmon Survey       |
| 762574 | 2011 FU161               | 29 marzo 2011     | Mount Lemmon Survey       |
| 762575 | 2011 FY161               | 30 marzo 2011     | Mount Lemmon Survey       |
| 762576 | 2011 FT163               | 25 aprile 2017    | Pan-STARRS                |
| 762577 | 2011 FH164               | 28 febbraio 2016  | Mount Lemmon Survey       |
| 762578 | 2011 FN164               | 16 novembre 2014  | Mount Lemmon Survey       |
| 762579 | 2011 FW164               | 28 dicembre 2014  | Mount Lemmon Survey       |
| 762580 | 2011 FJ166               | 29 marzo 2011     | Mount Lemmon Survey       |
| 762581 | 2011 FX166               | 23 aprile 2015    | Pan-STARRS                |
| 762582 | 2011 FY166               | 1 settembre 2013  | Mount Lemmon Survey       |
| 762583 | 2011 FD167               | 12 gennaio 2018   | Mount Lemmon Survey       |
| 762584 | 2011 FO167               | 5 agosto 2018     | Pan-STARRS                |
| 762585 | 2011 FW167               | 27 marzo 2011     | Spacewatch                |
| 762586 | 2011 FX167               | 29 marzo 2011     | CSS                       |
| 762587 | 2011 FP168               | 29 marzo 2011     | Spacewatch                |
| 762588 | 2011 FR168               | 26 marzo 2011     | Mount Lemmon Survey       |
| 762589 | 2011 FP169               | 28 marzo 2011     | Mount Lemmon Survey       |
| 762590 | 2011 FN172               | 30 marzo 2011     | Pan-STARRS                |
| 762591 | 2011 GA5                 | 1 aprile 2011     | Mount Lemmon Survey       |
| 762592 | 2011 GJ7                 | 2 aprile 2011     | Mount Lemmon Survey       |
| 762593 | 2011 GA10                | 11 novembre 2009  | Spacewatch                |
| 762594 | 2011 GG10                | 6 ottobre 2008    | Spacewatch                |
| 762595 | 2011 GG12                | 25 marzo 2011     | Spacewatch                |
| 762596 | 2011 GT12                | 11 marzo 2011     | Mount Lemmon Survey       |
| 762597 | 2011 GL18                | 2 aprile 2011     | Mount Lemmon Survey       |
| 762598 | 2011 GD20                | 11 marzo 2011     | Mount Lemmon Survey       |
| 762599 | 2011 GK21                | 2 aprile 2011     | Mount Lemmon Survey       |
| 762600 | 2011 GH27                | 2 aprile 2011     | Mount Lemmon Survey       |

## 762601–762700
| Nome   | Designazione provvisoria | Data di scoperta  | Scopritore              |
| ------ | ------------------------ | ----------------- | ----------------------- |
| 762601 | 2011 GG34                | 11 marzo 2011     | Mount Lemmon Survey     |
| 762602 | 2011 GM34                | 3 aprile 2011     | Pan-STARRS              |
| 762603 | 2011 GU35                | 3 aprile 2011     | Osservatorio Tenagra II |
| 762604 | 2011 GJ36                | 21 maggio 2006    | Spacewatch              |
| 762605 | 2011 GD41                | 5 aprile 2011     | Mount Lemmon Survey     |
| 762606 | 2011 GW41                | 5 aprile 2011     | CSS                     |
| 762607 | 2011 GY42                | 6 marzo 2011      | Mount Lemmon Survey     |
| 762608 | 2011 GA48                | 9 gennaio 2007    | Spacewatch              |
| 762609 | 2011 GU48                | 3 aprile 2011     | Pan-STARRS              |
| 762610 | 2011 GB50                | 25 aprile 2004    | Spacewatch              |
| 762611 | 2011 GO50                | 11 marzo 2011     | Spacewatch              |
| 762612 | 2011 GJ51                | 5 aprile 2011     | Mount Lemmon Survey     |
| 762613 | 2011 GP52                | 5 aprile 2011     | Mount Lemmon Survey     |
| 762614 | 2011 GN68                | 2 aprile 2011     | Mount Lemmon Survey     |
| 762615 | 2011 GG74                | 13 aprile 2011    | Mount Lemmon Survey     |
| 762616 | 2011 GL75                | 27 marzo 2011     | Mount Lemmon Survey     |
| 762617 | 2011 GD78                | 5 aprile 2011     | CSS                     |
| 762618 | 2011 GX78                | 13 aprile 2011    | Mount Lemmon Survey     |
| 762619 | 2011 GF80                | 23 settembre 2008 | Spacewatch              |
| 762620 | 2011 GF83                | 27 marzo 2011     | Mount Lemmon Survey     |
| 762621 | 2011 GL83                | 24 gennaio 2007   | Spacewatch              |
| 762622 | 2011 GR83                | 14 aprile 2011    | Mount Lemmon Survey     |
| 762623 | 2011 GE85                | 10 settembre 2007 | Mount Lemmon Survey     |
| 762624 | 2011 GB87                | 24 gennaio 2007   | Mount Lemmon Survey     |
| 762625 | 2011 GZ91                | 6 aprile 2017     | Pan-STARRS              |
| 762626 | 2011 GT92                | 3 ottobre 2013    | Pan-STARRS              |
| 762627 | 2011 GJ93                | 22 novembre 2014  | Pan-STARRS              |
| 762628 | 2011 GN93                | 31 agosto 2014    | Pan-STARRS              |
| 762629 | 2011 GR93                | 18 aprile 2015    | Pan-STARRS              |
| 762630 | 2011 GC94                | 1 aprile 2011     | Mount Lemmon Survey     |
| 762631 | 2011 GE94                | 16 ottobre 2012   | Mount Lemmon Survey     |
| 762632 | 2011 GA95                | 1 aprile 2011     | Mount Lemmon Survey     |
| 762633 | 2011 GR95                | 12 aprile 2011    | Mount Lemmon Survey     |
| 762634 | 2011 GW95                | 30 novembre 2014  | Pan-STARRS              |
| 762635 | 2011 GY95                | 3 settembre 2013  | Mount Lemmon Survey     |
| 762636 | 2011 GA96                | 26 aprile 2017    | Pan-STARRS              |
| 762637 | 2011 GJ96                | 16 luglio 2013    | Pan-STARRS              |
| 762638 | 2011 GL96                | 8 maggio 2006     | Mount Lemmon Survey     |
| 762639 | 2011 GV96                | 15 giugno 2015    | Pan-STARRS              |
| 762640 | 2011 GO97                | 1 settembre 2013  | Pan-STARRS              |
| 762641 | 2011 GR98                | 24 ottobre 2013   | Mount Lemmon Survey     |
| 762642 | 2011 GH99                | 11 luglio 2018    | Pan-STARRS              |
| 762643 | 2011 GO99                | 3 aprile 2011     | Pan-STARRS              |
| 762644 | 2011 GQ100               | 12 aprile 2011    | Mount Lemmon Survey     |
| 762645 | 2011 GU100               | 3 aprile 2011     | Pan-STARRS              |
| 762646 | 2011 GF102               | 3 aprile 2011     | Pan-STARRS              |
| 762647 | 2011 GK104               | 6 aprile 2011     | Mount Lemmon Survey     |
| 762648 | 2011 GL104               | 12 aprile 2011    | Mount Lemmon Survey     |
| 762649 | 2011 GP104               | 12 aprile 2011    | Mount Lemmon Survey     |
| 762650 | 2011 GF105               | 11 aprile 2011    | Mount Lemmon Survey     |
| 762651 | 2011 GN106               | 2 aprile 2011     | Spacewatch              |
| 762652 | 2011 GR106               | 5 aprile 2011     | Mount Lemmon Survey     |
| 762653 | 2011 GS106               | 7 aprile 2011     | Spacewatch              |
| 762654 | 2011 GH107               | 3 aprile 2011     | Pan-STARRS              |
| 762655 | 2011 GO107               | 6 aprile 2011     | Mount Lemmon Survey     |
| 762656 | 2011 GP109               | 3 aprile 2011     | Pan-STARRS              |
| 762657 | 2011 GJ111               | 2 aprile 2011     | Spacewatch              |
| 762658 | 2011 HX11                | 22 aprile 2011    | Spacewatch              |
| 762659 | 2011 HJ13                | 23 aprile 2011    | Pan-STARRS              |
| 762660 | 2011 HS15                | 24 aprile 2011    | Mount Lemmon Survey     |
| 762661 | 2011 HM16                | 24 aprile 2011    | Mount Lemmon Survey     |
| 762662 | 2011 HR17                | 22 aprile 2011    | Spacewatch              |
| 762663 | 2011 HJ20                | 30 marzo 2011     | Mount Lemmon Survey     |
| 762664 | 2011 HP32                | 7 aprile 2011     | Spacewatch              |
| 762665 | 2011 HV35                | 28 aprile 2011    | Spacewatch              |
| 762666 | 2011 HE38                | 27 aprile 2011    | Pan-STARRS              |
| 762667 | 2011 HL40                | 26 aprile 2011    | Mount Lemmon Survey     |
| 762668 | 2011 HS40                | 26 aprile 2011    | Mount Lemmon Survey     |
| 762669 | 2011 HD43                | 27 aprile 2011    | Mount Lemmon Survey     |
| 762670 | 2011 HK50                | 30 aprile 2011    | Spacewatch              |
| 762671 | 2011 HX50                | 30 aprile 2011    | Spacewatch              |
| 762672 | 2011 HR52                | 30 aprile 2011    | Pan-STARRS              |
| 762673 | 2011 HM55                | 6 aprile 2011     | Mount Lemmon Survey     |
| 762674 | 2011 HZ63                | 26 marzo 2006     | Spacewatch              |
| 762675 | 2011 HM64                | 1 aprile 2011     | Spacewatch              |
| 762676 | 2011 HR65                | 6 aprile 2011     | Mount Lemmon Survey     |
| 762677 | 2011 HC68                | 2 aprile 2011     | Spacewatch              |
| 762678 | 2011 HW69                | 24 aprile 2011    | Mount Lemmon Survey     |
| 762679 | 2011 HM78                | 12 aprile 2011    | CSS                     |
| 762680 | 2011 HC79                | 2 aprile 2011     | Spacewatch              |
| 762681 | 2011 HU87                | 24 aprile 2011    | Spacewatch              |
| 762682 | 2011 HE88                | 13 settembre 2007 | Spacewatch              |
| 762683 | 2011 HV90                | 22 aprile 2011    | Spacewatch              |
| 762684 | 2011 HG92                | 23 aprile 2011    | Pan-STARRS              |
| 762685 | 2011 HM93                | 26 aprile 2011    | Mount Lemmon Survey     |
| 762686 | 2011 HV94                | 27 aprile 2011    | Spacewatch              |
| 762687 | 2011 HB99                | 3 novembre 2007   | Spacewatch              |
| 762688 | 2011 HC99                | 30 aprile 2011    | Mount Lemmon Survey     |
| 762689 | 2011 HP105               | 27 giugno 2015    | Pan-STARRS              |
| 762690 | 2011 HV105               | 23 aprile 2011    | Spacewatch              |
| 762691 | 2011 HX105               | 2 ottobre 2013    | Pan-STARRS              |
| 762692 | 2011 HD106               | 2 agosto 2016     | Pan-STARRS              |
| 762693 | 2011 HS107               | 11 febbraio 2016  | Pan-STARRS              |
| 762694 | 2011 HU107               | 27 aprile 2017    | Pan-STARRS              |
| 762695 | 2011 HD108               | 12 novembre 2013  | Mount Lemmon Survey     |
| 762696 | 2011 HE108               | 9 novembre 2013   | Spacewatch              |
| 762697 | 2011 HK108               | 31 marzo 2016     | Pan-STARRS              |
| 762698 | 2011 HN108               | 28 aprile 2011    | Mount Lemmon Survey     |
| 762699 | 2011 HJ109               | 13 aprile 2018    | Pan-STARRS              |
| 762700 | 2011 HM109               | 23 aprile 2011    | Pan-STARRS              |

## 762701–762800
| Nome   | Designazione provvisoria | Data di scoperta  | Scopritore          |
| ------ | ------------------------ | ----------------- | ------------------- |
| 762701 | 2011 HS109               | 28 aprile 2011    | Spacewatch          |
| 762702 | 2011 HU109               | 6 aprile 2011     | Mount Lemmon Survey |
| 762703 | 2011 HX109               | 30 aprile 2011    | Spacewatch          |
| 762704 | 2011 HA110               | 29 aprile 2011    | Spacewatch          |
| 762705 | 2011 HD110               | 26 aprile 2011    | Mount Lemmon Survey |
| 762706 | 2011 HN110               | 30 aprile 2011    | Spacewatch          |
| 762707 | 2011 HR110               | 29 aprile 2011    | Mount Lemmon Survey |
| 762708 | 2011 HT111               | 4 maggio 2000     | Spacewatch          |
| 762709 | 2011 HN112               | 23 aprile 2011    | Pan-STARRS          |
| 762710 | 2011 HO112               | 26 aprile 2011    | Mount Lemmon Survey |
| 762711 | 2011 HH113               | 26 aprile 2011    | Mount Lemmon Survey |
| 762712 | 2011 HR114               | 29 aprile 2011    | Mount Lemmon Survey |
| 762713 | 2011 JO1                 | 3 maggio 2011     | Mount Lemmon Survey |
| 762714 | 2011 JX3                 | 4 ottobre 2007    | Mount Lemmon Survey |
| 762715 | 2011 JY6                 | 26 maggio 2006    | Spacewatch          |
| 762716 | 2011 JS8                 | 1 maggio 2011     | Pan-STARRS          |
| 762717 | 2011 JQ10                | 6 maggio 2011     | Spacewatch          |
| 762718 | 2011 JY13                | 5 marzo 2011      | Spacewatch          |
| 762719 | 2011 JQ15                | 6 maggio 2011     | Spacewatch          |
| 762720 | 2011 JV18                | 1 maggio 2011     | Pan-STARRS          |
| 762721 | 2011 JP19                | 1 maggio 2011     | Pan-STARRS          |
| 762722 | 2011 JD20                | 4 febbraio 2005   | J. W. Young         |
| 762723 | 2011 JC34                | 5 maggio 2011     | Mount Lemmon Survey |
| 762724 | 2011 JO34                | 7 maggio 2011     | Spacewatch          |
| 762725 | 2011 JR34                | 28 gennaio 2015   | Pan-STARRS          |
| 762726 | 2011 JT34                | 28 dicembre 2014  | Mount Lemmon Survey |
| 762727 | 2011 JT35                | 11 luglio 2018    | Pan-STARRS          |
| 762728 | 2011 JG36                | 1 maggio 2011     | Pan-STARRS          |
| 762729 | 2011 JL36                | 1 maggio 2011     | Pan-STARRS          |
| 762730 | 2011 JO36                | 10 marzo 2016     | Pan-STARRS          |
| 762731 | 2011 JE37                | 9 maggio 2011     | Mount Lemmon Survey |
| 762732 | 2011 JK37                | 1 maggio 2011     | Pan-STARRS          |
| 762733 | 2011 JS37                | 13 maggio 2011    | Mount Lemmon Survey |
| 762734 | 2011 JZ37                | 8 maggio 2011     | Spacewatch          |
| 762735 | 2011 JA38                | 1 maggio 2011     | Pan-STARRS          |
| 762736 | 2011 JB38                | 1 maggio 2011     | Pan-STARRS          |
| 762737 | 2011 JF38                | 13 maggio 2011    | Mount Lemmon Survey |
| 762738 | 2011 JC39                | 9 maggio 2011     | Mount Lemmon Survey |
| 762739 | 2011 JB40                | 13 maggio 2011    | Mount Lemmon Survey |
| 762740 | 2011 JK40                | 7 maggio 2011     | Spacewatch          |
| 762741 | 2011 KF17                | 29 maggio 2011    | B. Mikuž            |
| 762742 | 2011 KF18                | 24 maggio 2011    | Pan-STARRS          |
| 762743 | 2011 KL27                | 31 marzo 2011     | Mount Lemmon Survey |
| 762744 | 2011 KX31                | 27 maggio 2011    | CSS                 |
| 762745 | 2011 KC38                | 22 maggio 2011    | Mount Lemmon Survey |
| 762746 | 2011 KR39                | 24 maggio 2011    | Pan-STARRS          |
| 762747 | 2011 KW42                | 3 maggio 2011     | Mount Lemmon Survey |
| 762748 | 2011 KY42                | 26 maggio 2011    | Spacewatch          |
| 762749 | 2011 KJ44                | 27 maggio 2011    | Spacewatch          |
| 762750 | 2011 KE46                | 30 maggio 2011    | Pan-STARRS          |
| 762751 | 2011 KX52                | 26 maggio 2011    | Mount Lemmon Survey |
| 762752 | 2011 KR53                | 21 maggio 2011    | Pan-STARRS          |
| 762753 | 2011 KL54                | 26 maggio 2011    | Mount Lemmon Survey |
| 762754 | 2011 KS54                | 21 maggio 2011    | Pan-STARRS          |
| 762755 | 2011 KC55                | 29 febbraio 2016  | Pan-STARRS          |
| 762756 | 2011 KS55                | 23 maggio 2011    | Mount Lemmon Survey |
| 762757 | 2011 KW55                | 30 maggio 2011    | Pan-STARRS          |
| 762758 | 2011 KG56                | 22 maggio 2011    | Mount Lemmon Survey |
| 762759 | 2011 KV56                | 17 ottobre 2007   | Mount Lemmon Survey |
| 762760 | 2011 KX56                | 28 maggio 2011    | Spacewatch          |
| 762761 | 2011 KL57                | 25 maggio 2011    | Mount Lemmon Survey |
| 762762 | 2011 KU57                | 30 maggio 2011    | Pan-STARRS          |
| 762763 | 2011 KX57                | 22 maggio 2011    | Mount Lemmon Survey |
| 762764 | 2011 KX58                | 27 maggio 2011    | Spacewatch          |
| 762765 | 2011 KY58                | 31 maggio 2011    | Mount Lemmon Survey |
| 762766 | 2011 KD60                | 10 aprile 2005    | Mount Lemmon Survey |
| 762767 | 2011 LA2                 | 3 giugno 2011     | Mount Lemmon Survey |
| 762768 | 2011 LC2                 | 3 giugno 2011     | Mount Lemmon Survey |
| 762769 | 2011 LC4                 | 4 giugno 2011     | Mount Lemmon Survey |
| 762770 | 2011 LJ4                 | 26 marzo 2007     | Mount Lemmon Survey |
| 762771 | 2011 LR10                | 6 giugno 2011     | Mount Lemmon Survey |
| 762772 | 2011 LQ11                | 21 maggio 2011    | Pan-STARRS          |
| 762773 | 2011 LH13                | 26 marzo 2007     | Spacewatch          |
| 762774 | 2011 LU14                | 21 maggio 2011    | Mount Lemmon Survey |
| 762775 | 2011 LC22                | 3 giugno 2011     | Mount Lemmon Survey |
| 762776 | 2011 LD22                | 3 giugno 2011     | Mount Lemmon Survey |
| 762777 | 2011 LF22                | 3 giugno 2011     | Mount Lemmon Survey |
| 762778 | 2011 LG24                | 15 febbraio 2007  | D. Healy            |
| 762779 | 2011 LL26                | 29 aprile 2011    | Mount Lemmon Survey |
| 762780 | 2011 LL29                | 13 dicembre 2012  | Spacewatch          |
| 762781 | 2011 LH30                | 15 settembre 2012 | Mount Lemmon Survey |
| 762782 | 2011 LN30                | 11 aprile 2016    | Pan-STARRS          |
| 762783 | 2011 LO30                | 5 gennaio 2014    | Pan-STARRS          |
| 762784 | 2011 LW30                | 14 gennaio 2015   | Pan-STARRS          |
| 762785 | 2011 LN31                | 12 giugno 2011    | Pan-STARRS          |
| 762786 | 2011 LJ32                | 21 ottobre 2012   | Spacewatch          |
| 762787 | 2011 LS32                | 30 maggio 2016    | Pan-STARRS          |
| 762788 | 2011 LL33                | 4 giugno 2011     | Mount Lemmon Survey |
| 762789 | 2011 LM33                | 15 gennaio 2015   | Pan-STARRS          |
| 762790 | 2011 LE36                | 2 giugno 2011     | Pan-STARRS          |
| 762791 | 2011 LJ36                | 3 giugno 2011     | Mount Lemmon Survey |
| 762792 | 2011 LL36                | 2 giugno 2011     | Pan-STARRS          |
| 762793 | 2011 MJ3                 | 30 settembre 2005 | Mount Lemmon Survey |
| 762794 | 2011 MH7                 | 4 giugno 2011     | Mount Lemmon Survey |
| 762795 | 2011 MD8                 | 3 giugno 2011     | Mount Lemmon Survey |
| 762796 | 2011 MT13                | 27 giugno 2011    | Spacewatch          |
| 762797 | 2011 MM14                | 18 settembre 2011 | Mount Lemmon Survey |
| 762798 | 2011 NB5                 | 1 luglio 2011     | Mount Lemmon Survey |
| 762799 | 2011 NQ6                 | 2 luglio 2011     | Mount Lemmon Survey |
| 762800 | 2011 OL9                 | 27 luglio 2011    | Pan-STARRS          |

## 762801–762900
| Nome   | Designazione provvisoria | Data di scoperta  | Scopritore                          |
| ------ | ------------------------ | ----------------- | ----------------------------------- |
| 762801 | 2011 OP11                | 25 luglio 2011    | Pan-STARRS                          |
| 762802 | 2011 OP12                | 25 luglio 2011    | Pan-STARRS                          |
| 762803 | 2011 OV13                | 25 luglio 2011    | Pan-STARRS                          |
| 762804 | 2011 OP16                | 26 luglio 2011    | Pan-STARRS                          |
| 762805 | 2011 OA26                | 28 settembre 2003 | SDSS Collaboration                  |
| 762806 | 2011 OH27                | 13 giugno 2007    | Spacewatch                          |
| 762807 | 2011 OS33                | 28 luglio 2011    | Pan-STARRS                          |
| 762808 | 2011 OD37                | 8 novembre 2007   | Mount Lemmon Survey                 |
| 762809 | 2011 ON38                | 28 luglio 2011    | Pan-STARRS                          |
| 762810 | 2011 OS40                | 26 luglio 2011    | Pan-STARRS                          |
| 762811 | 2011 OT48                | 28 luglio 2011    | Pan-STARRS                          |
| 762812 | 2011 OF54                | 22 dicembre 2008  | Spacewatch                          |
| 762813 | 2011 OT55                | 27 luglio 2011    | Pan-STARRS                          |
| 762814 | 2011 OT62                | 8 giugno 2016     | Pan-STARRS                          |
| 762815 | 2011 OY62                | 23 settembre 2015 | Pan-STARRS                          |
| 762816 | 2011 OZ62                | 18 settembre 2012 | Mount Lemmon Survey                 |
| 762817 | 2011 OA63                | 8 dicembre 2012   | Mount Lemmon Survey                 |
| 762818 | 2011 OX63                | 27 febbraio 2015  | Pan-STARRS                          |
| 762819 | 2011 OG64                | 2 agosto 2011     | Pan-STARRS                          |
| 762820 | 2011 OV67                | 28 novembre 2013  | Mount Lemmon Survey                 |
| 762821 | 2011 OV68                | 28 luglio 2011    | Pan-STARRS                          |
| 762822 | 2011 OF69                | 4 dicembre 2013   | Pan-STARRS                          |
| 762823 | 2011 OB70                | 26 luglio 2011    | Pan-STARRS                          |
| 762824 | 2011 OQ71                | 31 luglio 2011    | Pan-STARRS                          |
| 762825 | 2011 OZ71                | 28 luglio 2011    | Pan-STARRS                          |
| 762826 | 2011 OC73                | 28 luglio 2011    | Pan-STARRS                          |
| 762827 | 2011 OK75                | 28 luglio 2011    | Pan-STARRS                          |
| 762828 | 2011 OY76                | 28 luglio 2011    | Pan-STARRS                          |
| 762829 | 2011 OT77                | 28 luglio 2011    | Pan-STARRS                          |
| 762830 | 2011 PF1                 | 2 agosto 2011     | C. Rinner, F. Kugel                 |
| 762831 | 2011 PL18                | 2 agosto 2011     | Pan-STARRS                          |
| 762832 | 2011 PJ19                | 1 agosto 2011     | Pan-STARRS                          |
| 762833 | 2011 PG20                | 31 gennaio 2017   | Mount Lemmon Survey                 |
| 762834 | 2011 PQ21                | 6 agosto 2011     | Pan-STARRS                          |
| 762835 | 2011 PE24                | 21 maggio 2014    | Pan-STARRS                          |
| 762836 | 2011 QJ                  | 18 agosto 2011    | Pan-STARRS                          |
| 762837 | 2011 QJ3                 | 2 agosto 2011     | Pan-STARRS                          |
| 762838 | 2011 QZ3                 | 21 agosto 2011    | Pan-STARRS                          |
| 762839 | 2011 QC9                 | 10 ottobre 2007   | CSS                                 |
| 762840 | 2011 QC25                | 20 agosto 2011    | Pan-STARRS                          |
| 762841 | 2011 QT25                | 20 agosto 2011    | Pan-STARRS                          |
| 762842 | 2011 QD39                | 16 gennaio 2004   | Spacewatch                          |
| 762843 | 2011 QC44                | 26 agosto 2011    | Pan-STARRS                          |
| 762844 | 2011 QB48                | 30 agosto 2011    | Osservatorio astronomico di Maiorca |
| 762845 | 2011 QK48                | 20 agosto 2011    | Pan-STARRS                          |
| 762846 | 2011 QU48                | 24 agosto 2011    | Pan-STARRS                          |
| 762847 | 2011 QS54                | 30 agosto 2011    | Pan-STARRS                          |
| 762848 | 2011 QQ63                | 28 luglio 2011    | Pan-STARRS                          |
| 762849 | 2011 QL73                | 19 agosto 2011    | Pan-STARRS                          |
| 762850 | 2011 QU73                | 20 agosto 2011    | Pan-STARRS                          |
| 762851 | 2011 QT79                | 23 agosto 2011    | Pan-STARRS                          |
| 762852 | 2011 QZ81                | 24 agosto 2011    | Pan-STARRS                          |
| 762853 | 2011 QK87                | 26 agosto 2011    | K. Sárneczky                        |
| 762854 | 2011 QV87                | 27 agosto 2011    | Pan-STARRS                          |
| 762855 | 2011 QB100               | 29 settembre 2000 | Spacewatch                          |
| 762856 | 2011 QU102               | 27 agosto 2011    | Pan-STARRS                          |
| 762857 | 2011 QJ103               | 28 febbraio 2014  | Pan-STARRS                          |
| 762858 | 2011 QK105               | 23 settembre 2015 | Pan-STARRS                          |
| 762859 | 2011 QW105               | 27 febbraio 2014  | Pan-STARRS                          |
| 762860 | 2011 QD106               | 13 aprile 2015    | Pan-STARRS                          |
| 762861 | 2011 QH106               | 5 gennaio 2013    | Mount Lemmon Survey                 |
| 762862 | 2011 QX107               | 22 dicembre 2016  | Pan-STARRS                          |
| 762863 | 2011 QD108               | 9 ottobre 2012    | Pan-STARRS                          |
| 762864 | 2011 QG109               | 22 gennaio 2015   | Pan-STARRS                          |
| 762865 | 2011 QH110               | 23 agosto 2011    | Pan-STARRS                          |
| 762866 | 2011 QU116               | 23 agosto 2011    | Pan-STARRS                          |
| 762867 | 2011 QT117               | 23 agosto 2011    | Pan-STARRS                          |
| 762868 | 2011 QJ118               | 24 agosto 2011    | Pan-STARRS                          |
| 762869 | 2011 QT119               | 31 agosto 2011    | Pan-STARRS                          |
| 762870 | 2011 RS                  | 4 settembre 2011  | Pan-STARRS                          |
| 762871 | 2011 RQ6                 | 5 settembre 2011  | Pan-STARRS                          |
| 762872 | 2011 RS7                 | 5 settembre 2011  | Pan-STARRS                          |
| 762873 | 2011 RV10                | 4 settembre 2011  | Spacewatch                          |
| 762874 | 2011 RL14                | 11 dicembre 2004  | Spacewatch                          |
| 762875 | 2011 RW18                | 8 settembre 2011  | Spacewatch                          |
| 762876 | 2011 RS20                | 2 settembre 2011  | Pan-STARRS                          |
| 762877 | 2011 RR21                | 7 settembre 2011  | Spacewatch                          |
| 762878 | 2011 RY21                | 18 marzo 2013     | Spacewatch                          |
| 762879 | 2011 RS24                | 8 settembre 2011  | Pan-STARRS                          |
| 762880 | 2011 RX24                | 8 settembre 2011  | Pan-STARRS                          |
| 762881 | 2011 RE26                | 25 febbraio 2014  | Pan-STARRS                          |
| 762882 | 2011 RZ26                | 2 settembre 2011  | Pan-STARRS                          |
| 762883 | 2011 RR30                | 4 settembre 2011  | Pan-STARRS                          |
| 762884 | 2011 RU30                | 4 settembre 2011  | Pan-STARRS                          |
| 762885 | 2011 RS37                | 15 ottobre 2007   | Spacewatch                          |
| 762886 | 2011 RG38                | 4 settembre 2011  | Pan-STARRS                          |
| 762887 | 2011 RW38                | 4 settembre 2011  | Pan-STARRS                          |
| 762888 | 2011 RZ38                | 2 settembre 2011  | Pan-STARRS                          |
| 762889 | 2011 SO                  | 26 agosto 2011    | Spacewatch                          |
| 762890 | 2011 SQ1                 | 15 gennaio 2007   | Osservatorio di Mauna Kea           |
| 762891 | 2011 SY16                | 30 agosto 2011    | Pan-STARRS                          |
| 762892 | 2011 SC20                | 31 agosto 2011    | K. Sárneczky                        |
| 762893 | 2011 SO20                | 20 settembre 2011 | Pan-STARRS                          |
| 762894 | 2011 SK22                | 20 settembre 2011 | Pan-STARRS                          |
| 762895 | 2011 SV22                | 14 settembre 2007 | Mount Lemmon Survey                 |
| 762896 | 2011 SU42                | 18 settembre 2011 | Mount Lemmon Survey                 |
| 762897 | 2011 SE44                | 18 settembre 2011 | Mount Lemmon Survey                 |
| 762898 | 2011 SU44                | 30 agosto 2011    | Pan-STARRS                          |
| 762899 | 2011 SX46                | 27 agosto 2011    | Pan-STARRS                          |
| 762900 | 2011 SL62                | 21 settembre 2011 | Pan-STARRS                          |

## 762901–763000
| Nome   | Designazione provvisoria | Data di scoperta  | Scopritore          |
| ------ | ------------------------ | ----------------- | ------------------- |
| 762901 | 2011 SH67                | 23 settembre 2011 | J. M. Bosch         |
| 762902 | 2011 SB69                | 21 settembre 2011 | CSS                 |
| 762903 | 2011 SV70                | 4 settembre 2011  | Pan-STARRS          |
| 762904 | 2011 SO81                | 20 settembre 2011 | Mount Lemmon Survey |
| 762905 | 2011 SV85                | 21 settembre 2011 | Spacewatch          |
| 762906 | 2011 SN88                | 6 novembre 2007   | Spacewatch          |
| 762907 | 2011 SZ95                | 20 novembre 2007  | Mount Lemmon Survey |
| 762908 | 2011 SN104               | 25 dicembre 2005  | Spacewatch          |
| 762909 | 2011 SH106               | 29 ottobre 2008   | Spacewatch          |
| 762910 | 2011 SE109               | 27 agosto 2011    | Pan-STARRS          |
| 762911 | 2011 SC120               | 26 settembre 2011 | H. Sato             |
| 762912 | 2011 SC124               | 10 settembre 2007 | Mount Lemmon Survey |
| 762913 | 2011 SY129               | 21 marzo 2001     | Spacewatch          |
| 762914 | 2011 SR132               | 9 ottobre 2007    | Spacewatch          |
| 762915 | 2011 SD140               | 23 settembre 2011 | Pan-STARRS          |
| 762916 | 2011 SL141               | 16 ottobre 2006   | Spacewatch          |
| 762917 | 2011 SR149               | 26 settembre 2011 | Pan-STARRS          |
| 762918 | 2011 SG150               | 8 settembre 2011  | Spacewatch          |
| 762919 | 2011 SO156               | 26 settembre 2011 | Pan-STARRS          |
| 762920 | 2011 ST156               | 8 settembre 2011  | Spacewatch          |
| 762921 | 2011 SE159               | 23 settembre 2011 | Spacewatch          |
| 762922 | 2011 SZ160               | 23 settembre 2011 | Spacewatch          |
| 762923 | 2011 SS161               | 19 novembre 2007  | Mount Lemmon Survey |
| 762924 | 2011 SW168               | 21 settembre 2011 | Spacewatch          |
| 762925 | 2011 SM171               | 28 settembre 2011 | Mount Lemmon Survey |
| 762926 | 2011 SY171               | 28 settembre 2011 | Mount Lemmon Survey |
| 762927 | 2011 SB176               | 21 settembre 2011 | CSS                 |
| 762928 | 2011 SK185               | 26 settembre 2011 | Spacewatch          |
| 762929 | 2011 SP185               | 26 settembre 2011 | Spacewatch          |
| 762930 | 2011 SA186               | 28 settembre 2011 | Mount Lemmon Survey |
| 762931 | 2011 SO186               | 29 settembre 2011 | Spacewatch          |
| 762932 | 2011 SW188               | 22 settembre 2011 | Spacewatch          |
| 762933 | 2011 SM198               | 15 ottobre 2007   | Mount Lemmon Survey |
| 762934 | 2011 SZ198               | 27 agosto 2011    | Pan-STARRS          |
| 762935 | 2011 SK203               | 19 settembre 2011 | Pan-STARRS          |
| 762936 | 2011 SZ209               | 8 ottobre 2007    | Mount Lemmon Survey |
| 762937 | 2011 SL216               | 20 settembre 2011 | Pan-STARRS          |
| 762938 | 2011 SW225               | 29 settembre 2011 | Mount Lemmon Survey |
| 762939 | 2011 ST226               | 29 settembre 2011 | Mount Lemmon Survey |
| 762940 | 2011 SU228               | 29 settembre 2011 | Mount Lemmon Survey |
| 762941 | 2011 SZ231               | 22 settembre 2011 | Spacewatch          |
| 762942 | 2011 SY233               | 9 settembre 2011  | Pan-STARRS          |
| 762943 | 2011 SL236               | 28 settembre 1994 | Spacewatch          |
| 762944 | 2011 SG239               | 26 settembre 2011 | Mount Lemmon Survey |
| 762945 | 2011 SK239               | 26 settembre 2011 | Mount Lemmon Survey |
| 762946 | 2011 SC240               | 26 settembre 2011 | Mount Lemmon Survey |
| 762947 | 2011 SJ247               | 30 settembre 2011 | Spacewatch          |
| 762948 | 2011 SA248               | 2 novembre 2007   | Mount Lemmon Survey |
| 762949 | 2011 SW251               | 19 settembre 2006 | Spacewatch          |
| 762950 | 2011 ST256               | 21 settembre 2011 | Spacewatch          |
| 762951 | 2011 SK259               | 26 settembre 2011 | Spacewatch          |
| 762952 | 2011 SY263               | 27 agosto 2011    | Pan-STARRS          |
| 762953 | 2011 SB264               | 18 settembre 2011 | Mount Lemmon Survey |
| 762954 | 2011 SJ264               | 18 settembre 2011 | Mount Lemmon Survey |
| 762955 | 2011 SF271               | 8 settembre 2011  | Spacewatch          |
| 762956 | 2011 SR277               | 18 settembre 2011 | Mount Lemmon Survey |
| 762957 | 2011 SK278               | 7 ottobre 2007    | Mount Lemmon Survey |
| 762958 | 2011 SP279               | 27 agosto 2006    | Spacewatch          |
| 762959 | 2011 SK281               | 28 settembre 2011 | Mount Lemmon Survey |
| 762960 | 2011 SV281               | 30 settembre 2011 | Spacewatch          |
| 762961 | 2011 SO283               | 5 luglio 2016     | Pan-STARRS          |
| 762962 | 2011 SJ284               | 8 settembre 2011  | Spacewatch          |
| 762963 | 2011 SO284               | 29 settembre 2011 | Mount Lemmon Survey |
| 762964 | 2011 SE286               | 19 marzo 2013     | Pan-STARRS          |
| 762965 | 2011 SH287               | 21 agosto 2015    | Pan-STARRS          |
| 762966 | 2011 SE288               | 25 settembre 2011 | Pan-STARRS          |
| 762967 | 2011 SR288               | 9 agosto 2015     | Pan-STARRS          |
| 762968 | 2011 SW290               | 21 settembre 2011 | Mount Lemmon Survey |
| 762969 | 2011 SC291               | 19 settembre 2011 | Pan-STARRS          |
| 762970 | 2011 SN293               | 23 settembre 2011 | Spacewatch          |
| 762971 | 2011 SE297               | 23 settembre 2011 | Pan-STARRS          |
| 762972 | 2011 SK297               | 15 ottobre 2017   | Mount Lemmon Survey |
| 762973 | 2011 SN297               | 23 ottobre 2017   | Mount Lemmon Survey |
| 762974 | 2011 SS297               | 24 settembre 2011 | Pan-STARRS          |
| 762975 | 2011 SV301               | 28 febbraio 2014  | Pan-STARRS          |
| 762976 | 2011 SB305               | 28 luglio 2015    | Pan-STARRS          |
| 762977 | 2011 SR305               | 29 settembre 2011 | Mount Lemmon Survey |
| 762978 | 2011 ST305               | 5 luglio 2016     | Mount Lemmon Survey |
| 762979 | 2011 SP308               | 18 settembre 2011 | Mount Lemmon Survey |
| 762980 | 2011 SR308               | 18 settembre 2011 | Mount Lemmon Survey |
| 762981 | 2011 SU308               | 28 settembre 2011 | Spacewatch          |
| 762982 | 2011 SE312               | 18 settembre 2011 | Mount Lemmon Survey |
| 762983 | 2011 SG312               | 20 settembre 2011 | Spacewatch          |
| 762984 | 2011 SE313               | 25 settembre 2011 | Pan-STARRS          |
| 762985 | 2011 SG317               | 28 settembre 2011 | Spacewatch          |
| 762986 | 2011 SC322               | 30 settembre 2011 | Spacewatch          |
| 762987 | 2011 SO326               | 19 settembre 2011 | Pan-STARRS          |
| 762988 | 2011 ST326               | 18 novembre 2007  | Spacewatch          |
| 762989 | 2011 SG328               | 20 settembre 2011 | Pan-STARRS          |
| 762990 | 2011 SC331               | 20 settembre 2011 | Mount Lemmon Survey |
| 762991 | 2011 SV331               | 28 settembre 2011 | Spacewatch          |
| 762992 | 2011 SQ334               | 29 settembre 2011 | Spacewatch          |
| 762993 | 2011 SO336               | 23 settembre 2011 | Spacewatch          |
| 762994 | 2011 SU339               | 20 settembre 2011 | Pan-STARRS          |
| 762995 | 2011 SS341               | 25 settembre 2011 | Pan-STARRS          |
| 762996 | 2011 SF342               | 18 settembre 2011 | Mount Lemmon Survey |
| 762997 | 2011 SU342               | 29 settembre 2011 | Mount Lemmon Survey |
| 762998 | 2011 SW343               | 23 settembre 2011 | Pan-STARRS          |
| 762999 | 2011 SH345               | 29 settembre 2011 | Mount Lemmon Survey |
| 763000 | 2011 SB348               | 26 settembre 2011 | Pan-STARRS          |